# Philornis carinata
Philornis carinata är en tvåvingeart som beskrevs av Carroll William Dodge 1968. Philornis carinata ingår i släktet Philornis och familjen husflugor.
Artens utbredningsområde är Costa Rica. Inga underarter finns listade i Catalogue of Life.